# Diplobathylaimus grahami
Diplobathylaimus grahami är en rundmaskart som beskrevs av Allgen 1959. Diplobathylaimus grahami ingår i släktet Diplobathylaimus och familjen Tripyloididae. Inga underarter finns listade i Catalogue of Life.